# Зіммерат
Зіммерат (нім. Simmerath) — сільська громада в Німеччині, знаходиться в землі Північний Рейн-Вестфалія. Підпорядковується адміністративному округу Кельн. Входить до складу району Аахен.
Площа — 111,430 км2. Населення становить 15 498 ос. (станом на 31 грудня 2020).